# Blutwoche (Pariser Kommune)
Die Blutwoche (französisch Semaine sanglante) vom Sonntag, dem 21. Mai bis zum darauffolgenden Sonntag, dem 28. Mai 1871 mit dem Massaker an der Mur des Fédérés, bezeichnet die tödlichste Periode des Bürgerkriegs von 1871 und die letzte Episode der Pariser Kommune, in deren Verlauf der Aufstand niedergeschlagen und seine Mitglieder massenhaft hingerichtet wurden. Sie war Teil des Feldzugs der Versailler Regierung 1871 im Inneren gegen die etablierten oder geplanten aufständischen Kommunen, den mehrere französische Großstädte durchführten. Diese lehnten die französische Kapitulation vor Bismarck ab und befürworteten eine französische Republik, die auf direkter statt auf repräsentativer Demokratie basierte.
Im Verlauf der Blutwoche wurden zwischen 17.000 und 40.000 Kommunarden ohne richtiges Gerichtsverfahren hingerichtet. Bei Exekutionen von hunderten Gefangenen setzten die Regierungstruppen Maschinengewehre ein. Die Zahl 17.000 nannte der General Appert, der Républicain Camille Pelletan sprach von 30.000 Toten und der Sozialist Pierre Vésinier gab die Höchstzahl mit 40.000 Todesopfern in der blutigen Maiwoche an.
Am letzten Tag der Blutwoche ging Eugène Varlin (1839–1871), ein leitendes Mitglied der Internationalen Arbeiterassoziation, der Armee in die Fänge. Er wurde gefoltert und ermordet.
Der Sozialist Benoît Malon bezeichnete die blutige Maiwoche als die „Bartholomäusnacht des Proletariats“. Die Erstürmung von Paris durch die französische Armee und das anschließende Massaker an den Kommunarden sind eine der größten Bürgerkriegsepisoden in der Geschichte Frankreichs, deren Erinnerung noch anderthalb Jahrhunderte später lebendig ist und in die Kultur der internationalen Arbeiterbewegung, der französischen Linken, der anarchistischen Bewegung und allgemein der Anhänger der direkten Demokratie eingegangen ist.